# Stenochroma malayana
Stenochroma malayana es una especie de escarabajo cerambícido de la tribu Callichromatini y el género Stenochroma. Fue descrita científicamente por Bentanachs y Drouin en 2013.3

## Taxonomía
Stenochroma fue descrito por Vives, Bentanachs & Chew en 2009 y pertenece a la tribu Callichromatini4. La especie S. malayana se incorpora a un conjunto de especies del género descritas entre 2009 y 20135.

## Distribución
Se ha registrado en la región de Pahang, Malasia (península), incluyendo Cameron Highlands (Tanah Rata)6. La fotografía disponible proviene de ejemplares obtenidos en Saraburi, al noreste de Bangkok, Tailandia7.

## Descripción
La especie presenta una longitud corporal de aproximadamente **20 mm**, según indica la etiqueta en la imagen de Wikimedia Commons8.